# Мідаграбіндон
Мідаграбіндон (ос. Мидӕгрӕбындон) — річка в Пригородному районі Північної Осетії. Утворює каньйон. У Мідаграбіндон впадає струмок Скарон. Вживається також назва Мідаграбінські водоспади, одним із яких є Зейгалан. Ці водоспади — сезонні, пульсуючі, наявність у них води залежить від пори року та погодних факторів (у теплу погоду влітку, коли тануть льодовики, води більше). Сама річка також «падає» в долину з висоти. Зливаючись у Даргавській улоговині з річкою Стирдон, Мідаграбіндон дає початок Гізельдону.

## Населені пункти за течією
- Джимара
- Какадур
- Фазікау
- Ламардон
- Даргавс

## Туризм
Річка та її водоспади викликають інтерес туристів, дістатись до цих об'єктів можна через Кобанську ущелину, нещодавно побудованою дорогою через Кахтісар. Старий шлях разом із кількома тунелями був похований після сходу льодовика Колка у 2002 р. На той час користувалися альтернативним маршрутом через Куртатинську ущелину.